# San Ferdinando di Puglia
San Ferdinando di Puglia – miejscowość i gmina we Włoszech, w regionie Apulia, w prowincji Barletta-Andria-Trani.
Według danych na styczeń 2009 gminę zamieszkiwały 14 822 osoby przy gęstości zaludnienia 354,4 os./1 km².